# António Clemente Pinto
António Clemente Pinto, primeiro Barão com grandeza de Nova Friburgo, (Ovelha do Marão, 6 de janeiro de 1795 — Rio de Janeiro, 4 de janeiro de 1869) foi um proprietário rural luso-brasileiro.
Chegou no Brasil em 1821, onde passou a trabalhar em uma loja na cidade do Rio de Janeiro.
Ajudado por João Rodrigues Pereira de Almeida, Barão de Ubá, enriqueceu por meio do comércio de escravos e adquiriu várias fazendas de produção de café nas regiões de Nova Friburgo, Cantagalo e São Fidélis. Entre muitas, as mais importantes foram a Fazenda de Areias e a Fazenda do Solar do Gavião.

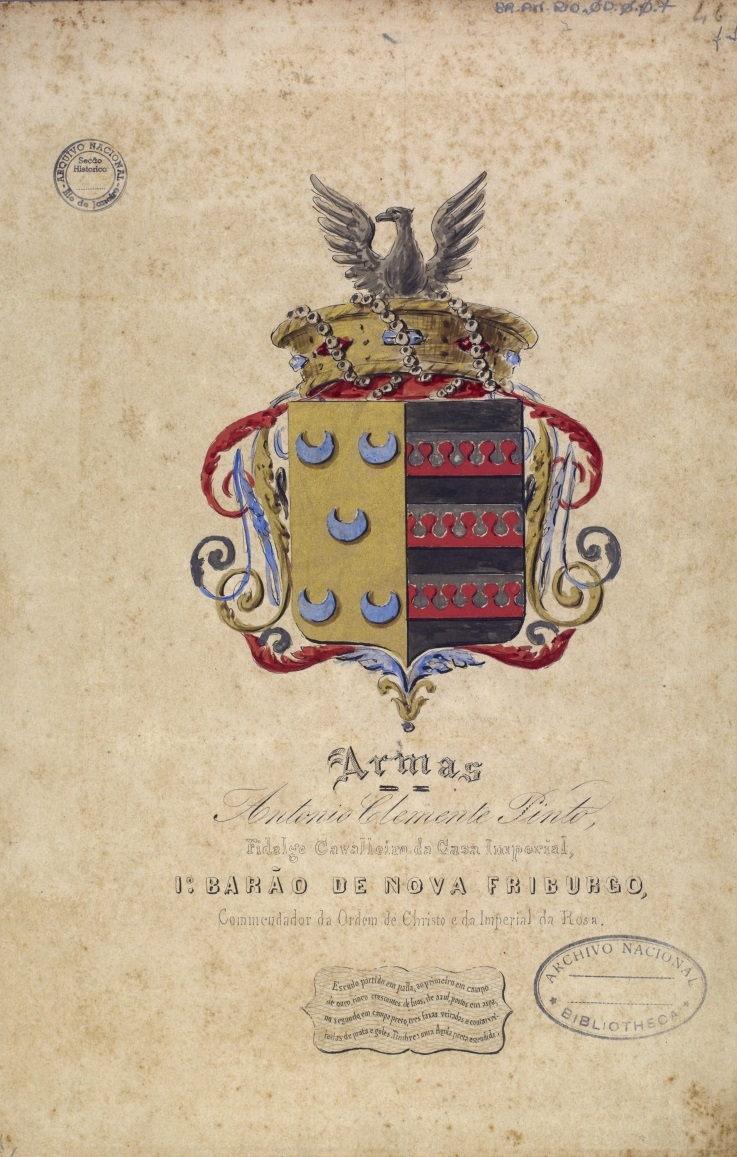
Brasão de Antônio Clemente Pinto, 1857. Arquivo Nacional.

Casado com Laura Clementina da Silva (depois Pinto) e pai dos Condes de Nova Friburgo, Bernardo Clemente Pinto Sobrinho, e de São Clemente, Antônio Clemente Pinto Filho.
Construiu o atual prédio do Palácio do Catete – à época conhecido como Palácio Nova Friburgo – e o Chalé do Parque São Clemente, que se tornou a sua residência de campo em Nova Friburgo, estando, hoje, aos cuidados do Nova Friburgo Country Clube.
Por sua iniciativa, implantou o primeiro ramal da Ferrovia de Cantagalo, ligando Porto das Caixas a Cachoeiras de Macacu. Após sua morte, seus filhos prosseguiram com o projeto ferroviário, ligando Porto das Caixas até Niterói e depois até Cantagalo, passando por Nova Friburgo. Por fim, em 1882, a ferrovia atingiu a localidade de Itaocara, às margens do Rio Paraíba do Sul.
Recebeu o baronato por decreto de 28 de março de 1854 e grandezas por decreto de 28 de abril de 1860. Era Grande do Império, cavaleiro da Imperial Ordem da Rosa e de Cristo e Fidalgo Cavaleiro da Casa Imperial.